# Hrabstwo Teton (Wyoming)
Hrabstwo Teton (ang. Teton County) – hrabstwo w stanie Wyoming w Stanach Zjednoczonych. Obszar całkowity hrabstwa obejmuje powierzchnię 4221,80 mil² (10 934,41 km²). Według szacunków United States Census Bureau w roku 2012 miało 21 675 mieszkańców. Jego siedzibą administracyjną jest Jackson.
Hrabstwo powstało w 1921 roku. Jego nazwa pochodzi od pasma górskiego Teton w Górach Skalistych.

## Miasta
- Jackson

## CDP
- Alta
- Hoback
- Kelly
- Moose Wilson Road
- Rafter J Ranch
- South Park
- Teton Village
- Wilson